# William Wakefield Baum
William Wakefield Baum (Dallas, 21 de novembro de 1926–23 de julho de 2015) foi um cardeal estadunidense e penitencieiro-mor emérito.

## Curiosidades
O Cardeal Baum, junto com o Cardeal Ratzinger, foi eleitor de 3 Conclaves. Dois em 1978, e um em 2005.